# Полония (футбольный клуб, Бытом)
Спортивное Общество «Полония» Бытом (пол. Towarzystwo Sportowe Polonia Bytom) — польский футбольный клуб из города Бытом, выступающий во Второй лиге.

## История
Впервые клуб под названием «Полония» был создан в Бытоме 4 января 1920 года во время Силезского восстания. Однако он просуществовал только до 1922 года, когда Бытом был присоединён к Германии.
В мае 1945 года несколько игроков и официальных представителей расформированного в 1939 году львовского клуба «Погонь» решили возродить бытомскую «Полонию». 17 мaя 1945 команда сыграла первый после более чем 20-летнего перерыва матч, нанеся поражение познаньской «Варте» со счётом 3:2.
Возрождённая «Полония» считается продолжателем «Погони» и имеет эмблему и цвета, схожие с львовским клубом.
За клуб выступал участник национальной сборной, вратарь Эдвард Шимковяк. В честь него назван домашний стадион команды, вмещающий 5500 зрителей.
«Полония» дважды выигрывала Чемпионат Польши: в 1954 и 1962 годах. В 1952, 1958, 1959 и 1961 годах бытомская команда завоёвывала второе место. В июне 2007 года, после нескольких лет перерыва, «Полония» вернулась в высшую лигу, однако в 2011 году выбыла в Первую лигу, одержав за сезон всего 6 побед.

## Достижения

### Национальные
- Чемпион Польши: 1954, 1962
- Серебряный призёр: 1952, 1958, 1959, 1961
- Бронзовый призёр: 1965/66, 1968/69
- Финалист кубка Польши: 1964, 1973, 1977

### Международные
- Обладатель Кубка Интертото: 1965
- Финалист Кубка Интертото: 1963/64